# علی شیرازی (خوشنویس)
علی شیرازی (زاده‌ی ۱۳۳۹) خوشنویس اهل ایران است.

## زندگی‌نامه
شیرازی آموزش خوشنویسی را از ۱۳۵۴ زیر نظر نصرالله معین اصفهانی آغاز کرد و پس از دریافت گواهینامه ممتاز از انجمن خوشنویسان ایران، در محضر غلامحسین امیرخانی، استاد ارشد انجمن خوشنویسان ایران، به صورت حضوری و مکاتبه‌ای تعلیم دید. سپس مدتی در جایگاه ریاست انجمن خوشنویسان استان اصفهان فعالیت کرد. وی در سال ۱۳۶۷ به تهران مهاجرت کرد و به عضویت شورای عالی انجمن خوشنویسان ایران درآمد.

## فعالیت‌ها
علی شیرازی در سال ۱۳۷۸ «گواهینامه استادی» از انجمن خوشنویسان ایران را دریافت کرد و موفقیت‌های بسیاری را به دست آورد که می‌توان به برخی از توفیقات او به شرح ذیل اشاره کرد:
- برگزاری ۱۰ دوره کلاس‌های فوق ممتاز خوشنویسی در آتلیه شخصی خود هنرمند در تهران، فرهنگسرای هنر، انجمن خوشنویسان ایران و خانه هنرمندان ایران
- برگزاری ۱۹ نمایشگاه انفرادی خوشنویسی در داخل و خارج از کشور
- برگزاری بیش از ۱۰ سخنرانی، جلسات پرسش و پاسخ و کلاس‌های کارگاهی
- چند مجموعه از آثار هنری ایشان انتشار یافته‌است:
- مجموعه «قاصدک»؛ نقاشی_خط با وفاداری به خط نستعلیق
- مجموعه «دفتر دانایی»؛ گزیده اشعار فردوسی
- برگزیده آثار؛ ناشر سازمان فرهنگ و ارتباطات[۲]

## تشکیک در اصالت آثار
اواخر تابستان ۹۶ زمزمه‌هایی در فضای مجازی پیچید که برخی آثار علی شیرازی با دست انجام نشده و احتمالاً با کاترپلاتر یا دستگاه چاپ تولید شده‌اند. افشین پرورش با منتشر کردن ویدئوهایی در صفحات خودش به این ظن دامن زد و علی شیرازی در مصاحبه‌هایی به وی تاخت.

## آثار علی شیرازی در موزه‌ها
آثار علی شیرازی در موزه‌های ایران و جهان عبارت اند از:
- ۱۰۰ اثر خوشنویسی با قلم کتیبه در موزه امام علی
- ۴۵ اثر خوشنویسی اهدایی به پادشاهان و روسای کشورهای عضو کنفرانس سران اسلامی به سفارش محمد خاتمی ریاست جمهور وقت ایران در هشتمین اجلاس سران در ۱۳۷۶، تهران
- آثاری در وزارت فرهنگ و ارشاد اسلامی ایران
- آثاری در مجموعه شاعر و ادیب عرب، محمد المر، در امارات متحده عربی
- آثاری در مجموعه العویس، دبی
- آثاری در مجموعه انور قرقاش، دبی
- آثاری در مجموعه جمعه الماجد، دبی
- آثاری در موزه شارجه
- آثاری در موزه قطر (دوحه)
- آثاری در مجموعه حسن بن علی آل ثانی، قطر
- آثاری در مجموعه محفوظی.
- آثاری در موزه قرآن تهران

## جوایز
- جایزه اول خوشنویسی کشوری ۱۳۶۴
- جایزه اول خوشنویسی کشوری ۱۳۶۵
- از نفرات برگزیده اول در جشنواره خوشنویسی جهان اسلام ۱۳۷۶